# Grąbkowo (województwo wielkopolskie)
Grąbkowo – wieś w Polsce, położona w województwie wielkopolskim, w powiecie rawickim, w gminie Jutrosin.
W latach 1975–1998 miejscowość administracyjnie należała do województwa leszczyńskiego. 

## Integralne części wsi
| SIMC    | Nazwa      | Rodzaj    |
| ------- | ---------- | --------- |
| 0370910 | Huby       | część wsi |
| 0370926 | Lisia Jama | część wsi |

## Opis
Najstarsze wzmianki o miejscowości pochodzą z XIV wieku, m.in. wymieniono ja w źródłach z lat: 1394 (Grambkowo), 1403 (Grampcowo, Grøbkowo), 1413 (Grambkowo), 1414 (Grambcowo), 1469 (Grapkowo), 1488 (Grampkowo), 1496 (Grambkowka), 1502 (Grąmkowo, Grambkowycze), 1515 (Grąmbkowo), 1523 (Grabkowe), 1530 (Grambowo).
W przeszłości wieś należała m.in. do Zimnowodzkich, Grąbkowskich, Kołaczkowskich, Modlibowskich, Kołudzkich, Miaskowskich, Ulatowskich, Budziszewskich i Karłowskich
W okresie Wielkiego Księstwa Poznańskiego (1815-1848) miejscowość należała do wsi większych w ówczesnym pruskim powiecie Kröben (krobskim) w rejencji poznańskiej. Grąbkowo należało do okręgu jutroszyńskiego tego powiatu i stanowiło odrębny majątek, którego właścicielem był wówczas (1846) Budziszewski. Według spisu urzędowego z 1837 roku wieś liczyła 170 mieszkańców, którzy zamieszkiwali 19 dymów (domostw). W skład majątku Grąbkowo wchodziły wówczas także: folwark Grębkowo (5 domów, 30 mieszk.) oraz Rozkochowo (10 osób w jednym domu).
Podczas II wojny światowej wieś nosiła nazwę Streudorf(rozsypana wieś). 
Obecne Grąbkowo składa się z kilku części, z których każda nosi swoją potoczną nazwę: Święty Jan (od figury św. Jana Nepomucena; dawna nazwa Stare Grąbkowo- dwór), Huby (dawniej Nowe Grąbkowo), Grzęba (folwark Rozkochowo) oraz Lisia Jama. Do około XIV w. niedaleko Starego Grąbkowa funkcjonowała wieś Chrostkowo, która najprawdopodobniej został przez nią wchłonięta.
Przez około cztery lata mieszkała tu siostra ostatniego właściciela Grąbkowa Leona Karłowskiego bł. Maria Karłowska, założycielka Zgromadzenia Sióstr Pasterek od Opatrzności Bożej. 
We wsi urodził się Stanisław Karłowski (bankowiec, działacz gospodarczy, senator).